# Слободищево (Московская область)
Слободищево - деревня в Московской области, в составе Дмитровского городского округа. Население — 61 человек (2010). До 2006 года Слободищево входило в состав Слободищевского сельского округа. До июня 2018 года входило в состав сельского поселения Якотское.

## История
Деревня Слободищево впервые упоминается в 1572 году, когда местный купец Василий Федорович Воронцов и старцы Троице-Сергиева монастыря подписали купчую грамоту. В ней говорилось, что Воронцов продает монастырю свою вотчину, в которую входило село Ольявидово с деревнями, полями, лесами и реками. Расположение деревни около реки было очень важно для крестьян селившихся здесь, по ее руслу сплавляли леса, перевозили различные товары, занимались рыболовством. Вдоль реки выращивали лен, из которого ткали полотна.
В соответствии с картой Московской губернии из Российского атласа (1792 года) под авторством А.М. Вильбрехта деревня носила название "Слободицы" и входила в состав Дмитровского уезда.

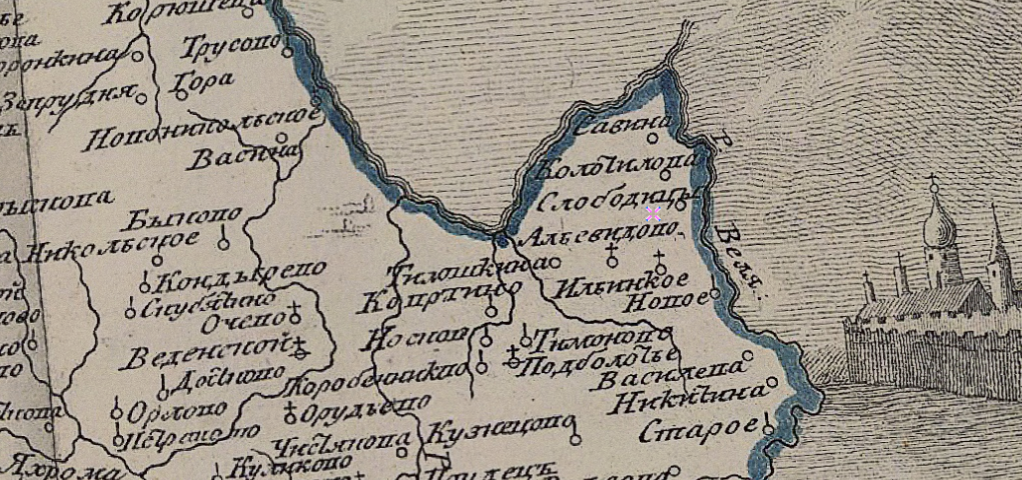
Фрагмент карты из Российского атласа (1792 года)

В 1932 году был организован колхоз "Трудовик", в который вошла деревня Слободищево. Колхоз за короткое время добился значительных успехов и в 1939 году на Всесоюзной сельскохозяйственной выставке в Москве получил грамоту за большой урожай зерновых на диких подзолистых почвах.
В 1950 году на реке Веля была построена небольшая гидроэлектростанция для обеспечения электричеством деревни Слободищево и некоторых соседних деревень.
Вблизи деревни по течению реки Веля построена плотина, образовавшееся водохранилище использовалось для орошения полей, покосов и выпасов трех районов: Талдомского, Дмитровского и Сергиево-Посадского. Объем воды в водоеме составляет около 2,5 млн. куб. м.

## Расположение

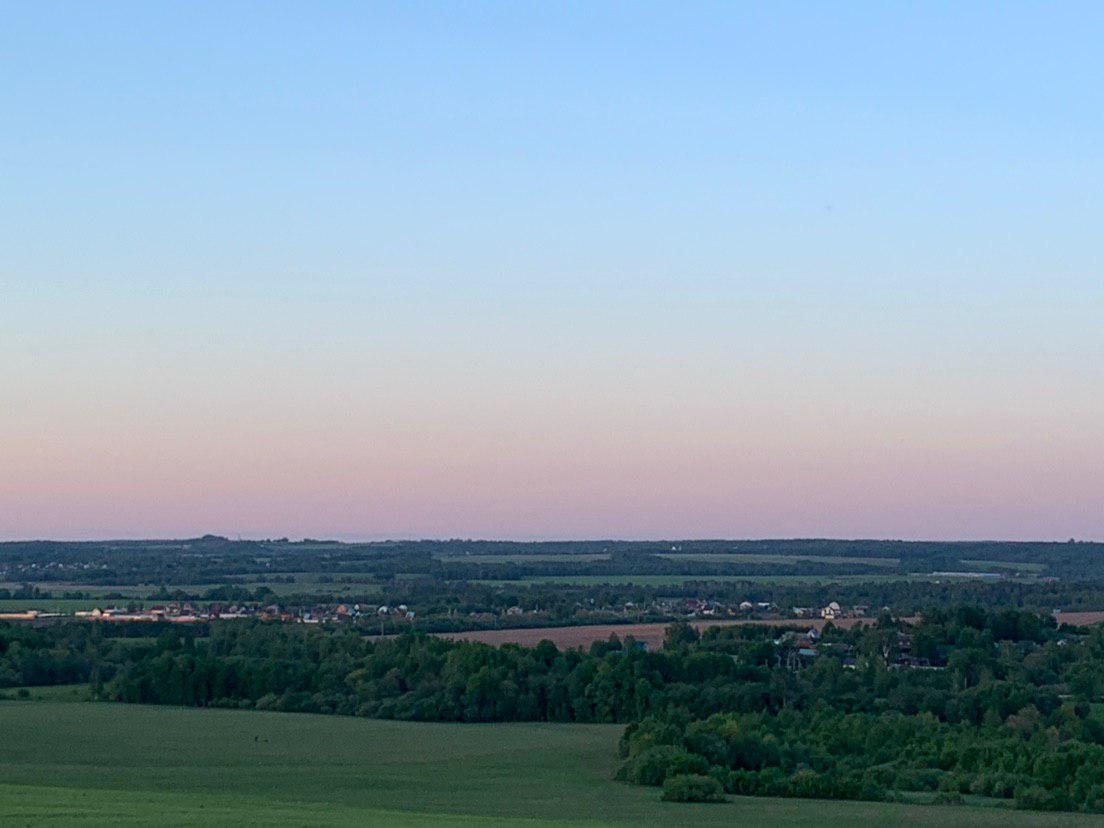
Вид на деревню с холма

Деревня расположена в северо-восточной части района, на границе с Сергиево-Посадским, примерно в 22 км к северо-востоку от Дмитрова, на левом берегу реки Вели (левый приток Яхромы), высота центра над уровнем моря 145 м. Ближайшие населённые пункты — Колотилово на северо-западе, Мартыново на западе, Измайлово с Ильино на юго-западе и Новое Сельцо на юге.

## Население
| 2002 | 2006 | 2010 |
| ---- | ---- | ---- |
| 44   | ↘37  | ↗61  |